# Carla Thomas
Carla Venita Thomas (Memphis, 21 de dezembro de 1942) é uma cantora estadunidense.

## Discografia

### Álbuns
- 1961: Gee Whiz (Atlantic)
- 1965: Comfort Me (Stax)
- 1966: Carla (Stax)
- 1967: King & Queen (com Otis Redding) (Stax)
- 1967  The Stax / Volt Revue, Vol. 1: Live in London
- 1967: The Queen Alone (Stax)
- 1969: Memphis Queen (Stax)
- 1969: The Best of Carla Thomas (Stax)
- 1971: Love Means... (Stax)
- 1994: Carla Thomas (Castle)
- 1994: Gee Whiz: The Best of Carla Thomas (Rhino)
- 2002: Live in Memphis (Memphis Int'l)
- 2007: Bohemian Cavern (Stax)